# Воскресенский (Болховский район)
Воскресенский — посёлок в составе Болховского района Орловской области, входит в Боровское сельское поселение. Население — 1 чел. (2010).

## География
Посёлок расположен на севере Орловской области и находится вблизи реки Рог.
Уличная сеть представлена одним объектом: Луговая улица.

### Географическое положение
В 11 километрах от районного центра — города Болхов, в 60 километрах от областного центра — города Орёл и в 277 километрах от столицы — Москвы.

### Климат
близок к умеренно-холодному, количество осадков является значительным, с осадками даже в засушливый месяц. Среднегодовая норма осадков — 627 мм. Среднегодовая температура воздуха в Болховском районе — 5,1 ° C.

## Население
| 2010 |
| ---- |
| 1    |

### Национальный состав
Согласно результатам переписи 2002 года, в национальной структуре населения русские составляли 100 % из общей численности населения в 19 жителей